# George Russell (compositor)
George Allan Russell (Cincinnati, Ohio, 23 de junio de 1923-Boston, 27 de julio de 2009) fue un compositor, baterista, pianista, percusionista y profesor de música estadounidense.

## Historia

### Comienzos
Desde pequeño tuvo contacto con la música, y a los catorce años ya tocaba la batería en un club, con su propio grupo, en un estilo muy influenciado por Jimmy Crawford y Jo Jones. En 1940, se inscribe con una beca en la Wilberforce University, donde se incorpora a la big band del centro. Comienza a hacer sus primeros arreglos y se enrola como batería con Benny Carter, en Chicago. Sustituido por Max Roach, deja la batería para concentrarse en la escritura musical. Un arreglo suyo, interpretado en el Cotton Club por la banda de A.B. Towsend, le facilita un contrato con Earl Hines, con quien estará hasta 1945.

### Época Bop
Tras una larga hospitalización de 16 meses, que emplea en avanzar en sus teorías musicales, Russell vende a Dizzy Gillespie sus arreglos de Cubana Be, Cubana bop (1947), y comienza a frecuentar la casa de Gil Evans, donde se relaciona con los jóvenes del bebop y el cool (Johnny Carisi, John Lewis, Gerry Mulligan, Charlie Parker...).
Al finalizar la década, está escribiendo arreglos para Charlie Ventura, Claude Thornhill, Artie Shaw y Buddy DeFranco. Precisamente este último graba en 1949 su obra A bird in Igor's yard, una audaz fusión entre elementos parkerianos y conceptos de Igor Stravinsky. En 1951, Miles Davis, Lee Konitz y Max Roach, graban obras suyas.
En 1953, publica su primer trabajo teórico, "Concepto lidio-cromático de organización tonal", que será la base de todos sus trabajos ulteriores y el modelo sobre el que Miles Davis y John Coltrane, desarrollarán sus trabajos modales.
En los años siguientes, alterna la enseñanza, con la grabación de discos junto a Art Farmer, Bill Evans, Paul Motian, o con su propio sexteto, en el que, entre otros músicos, tendrá a Don Ellis y Eric Dolphy.

### Los años 60
Durante los años 60, Russell desarrolla un amplio trabajo teórico y, como músico, evoluciona hacia terrenos influenciados por el free jazz y la música de vanguardia europea. Tiene contactos con Karlheinz Stockhausen y toca con los trompetistas Don Cherry, Palle Mikelborg y Rolf Ericson, el saxofonista Jan Garbarek y el guitarrista Terje Rypdal, entre otros.
Al finalizar la década, 1969, vuelve a Estados Unidos para enseñar en el Conservatorio de Boston, aunque regresa en la década de los 70 a Escandinavia.

### Última época
Desde comienzos de la década de los 70, Russell trabajó regularmente con una Big Band, además de grabar con músicos como Manfred Schoof o Red Mitchell, participando en un gran número de festivales de jazz en Europa. Desarrolló algunas de sus obras más importantes, trabajando con Bill Evans (Living Time, 1972) o Lew Soloff y Jean-François Jenny-Clark (Electronic Sonata For Souls Loved By Nature, 1980).
En 1985 publicó el disco African Game, que le proporcionó su primera nominación a los Premios Grammy.
Russell escribió 9 grandes obras en los años siguientes, entre ellas Timeline for symphonic orchestra, jazz orchestra, chorus, klezmer band and soloists, compuesta para el 125.º aniversario del New England Conservatory de Boston; una re-orquestación de su obra Living Time para su propia banda y algunos músicos invitados, encargada por la Cité de la Musique, en París, en 1994; y It's About Time, un encargo de The Arts Council of England y del Swedish Concert Bureau, en 1995.
Su último trabajo, fue un disco especial con motivo de su 80 cumpleaños (The 80's birthday concert, 2003), aunque su Living Time Orchestra ha seguido girando, al menos hasta 2005.

## Discografía
- The Jazz Workshop (RCA Victor, 1957)
- New York, N.Y. (Decca, 1959)
- George Russell Sextet at the Five Spot (Decca, 1960)
- Jazz in the Space Age (Decca, 1960)
- Stratusphunk (Riverside, 1960)
- Ezz-thetics (Riverside, 1961)
- George Russell Sextet in K.C. (Brunswick, 1961)
- The Outer View (Riverside, 1962)
- The Stratus Seekers (Riverside, 1962)
- George Russell Sextet at Beethoven Hall (SABA, 1965)
- Othello Ballet Suite/Electronic Organ Sonata No. 1 (Flying Dutchman, 1970)
- Electronic Sonata for Souls Loved by Nature (Flying Dutchman, 1971)
- The Esoteric Circle (Flying Dutchman, 1971)
- The Essence of George Russell (Sonet, 1971)
- Listen to the Silence (Concept, 1973)
- Outer Thoughts (Milestone, 1975)
- Electronic Sonata for Souls Loved By Nature - 1980 (Soul Note, 1980)
- New York Big Band (Soul Note, 1982)
- Trip to Prillarguri (Soul Note, 1982)
- Live in an American Time Spiral (Soul Note, 1983)
- The African Game (Blue Note, 1985)
- So What (Blue Note, 1986)
- New York (Electric Bird, 1988)
- The London Concert (Label Bleu, 1995)
- It's About Time (Label Bleu, 1996)
- The 80th Birthday Concert (Concept, 2005)
- Things New (RLR, 2007)
- George Russell Sextet Live in Breman and Paris 1964 (Gambit, 2008)